# Open Mind Common Sense
Open Mind Common Sense (OMCS) はマサチューセッツ工科大学 (MIT) メディアラボが主体となっている人工知能プロジェクトで、巨大なコモンセンス知識ベース (commonsense knowledge base) をWebを介した何千人もの人々の協力によって構築し、活用することを目的としている。
1999年に開始して以来、他言語の知識ベースに加え、15,000人以上の人々から100万以上の英語のファクトを収集してきた。OMCSのソフトウェアの多くは3つの相互接続する表現の上で構築されている。一つは人々が直接操作する自然言語コーパス、次にこのコーパスから作られたConceptNetという意味ネットワーク、そして、行列分解によって新しい知識を推測できる、AnalogySpaceと呼ばれるConceptNetの行列表現である 。Open Mind Common Senseによって集められた知識はMITやその他の研究プロジェクトで用いられている。

## 経緯
このプロジェクトはMarvin Minsky、Push Singh、 Catherine Havasiたちのアイデアである。開発は1999年9月に始まり、一年後にプロジェクトはインターネット上で公開された。Havasiは学位論文の中で、「インターネット上の分散した人間の計算能力を活用する試みで、まだほんの始まったばかりのステージにある。」("an attempt to ... harness some of the distributed human computing power of the Internet, an idea which was then only in its early
stages.")  と述べた。オリジナルのOMCSはWebサイトEverything2とその前身のサイトの影響を受け、さらにGoogleにインスパイアされたミニマルなインターフェースを提供していた。
Push Singhは2006年2月28日に自殺するまで、2007年からCommon Sense Computingグループを率いる立場としてMITメディアラボの教授に就任する予定だった。
そのプロジェクトは現在Catherine HavasiのもとでMITメディアラボのDigital Intuitionグループが運営している。

## データベースとWebサイト
OMCSには様々なタイプの知識がある。いくつかの記述は簡単な自然言語のフレーズで表され、オブジェクトとイベントの関係を伝える。例えば、「コートは保温に使われます」「太陽はとても熱い」「晩ごはんを作るときにあなたが最後にすることは皿を洗うことです」というものがある。データベースはシチュエーションに対する感情的な事柄に関する情報も含んでおり、例えば「友達と時間を過ごすことは幸福感を生む」や「自動車事故に遭遇することは怒りを生む」などがある。OMCSは人々の望みや目的について、大きいものから小さいものまで情報を含んでいる。例えば「人々は尊敬されたいと思う」「人々は良いコーヒーを欲しがる」などがある。
もともとは、これらの記述はWebサイトに制限の与えられていない文として入力され、後で解析されていた。 Webサイトの現在バージョンでは、知識はより構造化された空欄補充型のテンプレートを用いて集められている。OMCSはGame With a Purposeである「Verbosity」に収集されたデータも利用している。
そのままの形では、OMCSデータベースは常識を伝える短い文の単純な集合である。この知識を計算処理に使うためには、より構造化された表現に変換される必要がある。

## ConceptNet
ConceptNetはOMCSデータベースの情報に基づく意味ネットワークである。ConceptNetは有向グラフで表現され、ノードが概念、エッジがそれらの概念に関係する常識的な主張に対応する。概念はそれに近く関係する自然言語の句に相当し、名詞句、動詞句、形容詞句あるいは節になりうる
ConceptNetはOMCSの自然言語の主張を浅い解析器を使ってパターンマッチすることにより作られている。主張は2つの概念の間の関係として表される。関係は有限個の可能な関係集合から選択される。その様々な関係は、OMCSのコーパスに見られる一般的な文パターンを表す。そして特に、知識収集Webサイトで使われるすべての「空欄補充」テンプレートは特定の関係に結びついている。
ConceptNetを構成するデータ構造は2007年に大きく再編集され、ConceptNet3として公開された。Software Agentsグループは現在新しいバージョン4.0のためのデータベースとAPIを配布している。
2010年、OMCSの共同設立者でありディレクターであるCatherine Havasiと、Rob Speer、Dennis Clark、Jason Alonsoは、ConceptNetに基づくテキスト解析ソフトウェアの会社Luminosoを作った。その技術は、ビジネスを合理化し、調査や製品レビュー、ソーシャルメディア等の巨大な質的データから知見を引き出すことを目的として、ConceptNetを主要な語彙資源としている。

## 機械学習ツール
ConceptNetの情報は機械学習アルゴリズムの基礎として使うことができる。AnalogySpaceという知識表現は特異値分解を使って、AIアプリケーションが使える形でConceptNetの知識にあるパターンを一般化し、表現する。AnalogySpaceの制作者は、テキストコーパスやConceptNetのような構造化された知識ベース、あるいはその両方に基づいて機械学習を行うための、Divisiと呼ばれるPythonの機械学習ツールキットを公開している。 

## 他のプロジェクトとの比較
似たプロジェクトには、Never-Ending Language Learning、Mindpixel (終了)、Cyc、Learner、SenticNet、Freebase、YAGO、DBpedia、そしてOpen Mind 1001 Questionsのような、知識を集め、参加へのインセンティブを与える他のアプローチを検討したものがある。
Open Mind Common SenseプロジェクトはCycとは異なる。なぜならOMCSは、フォーマルな論理構造ではなく、英語の文として集められたコモンセンス知識を表現することに焦点を合わせるからである。制作者の一人であるHugo Liuは、ConceptNetを「フォーマルな言語学的・厳密性よりもインフォーマルな概念的・接続性への強調」("emphasis on informal conceptual-connectedness over formal linguistic-rigor")のために、CycよりもWordNetのように構造化されていると述べている。
Federal University of São Carlos (LIA-UFSCar)のAdvanced Interaction Labが主導するOpen Mind Common Sense in Brazil (OMCS-Br)と呼ばれるブラジルの取り組みがある。このプロジェクトはMITメディアラボのSoftware Agentsグループとの協業で2005年に始まった。その主要目的はブラジル・ポルトガル語で書かれたコモンセンスを集め、ConceptNetから文化的な特徴を抽出することにより、文化に対応するソフトウェアアプリケーションの開発に使うことである。成功すれば、これが文化に当てはまる内容のソフトウェアにより開発者とユーザーを助け、最終的なアプリケーションをよりフレキシブルで、適応的で、アクセスしやすく、利用しやすくすることが考えられる。主なアプリケーションに想定しているのは、教育とヘルスケアである。